# 哈罗德·约翰逊 (天文学家)
哈罗德·莱斯特·约翰逊（英語：Harold Lester Johnson，1921年4月17日—1980年4月2日），美国天文学家。

## 奖项和荣誉
1956年，哈罗德被美国天文学会授予海伦·B·沃纳天文学奖。 他的主要贡献是在1953年和威廉·威尔逊·摩根一起引入了UBV光度测量系统（也称为约翰逊系统或约翰逊·摩根系统）。

## 逝世
1980年，他因心脏病发作死于墨西哥城。